# Norman Vahtra
Norman Vahtra (Tartu, Estónia, 23 de novembro de 1996) é um ciclista profissional estónio que compete com a equipa Israel Start-Up Nation.

## Trajectória
Formado no clube do ciclista profissional estónio Rein Taaramäe, em agosto de 2016 uniu-se à equipa amador francês CC Villeneuve Saint-Germain. Um ano depois passou como stagiaire com a equipa belga AGO-Aqua Service de categoria Continental. Em 2018 assinou com a equipa da sua localidade natal Cycling Tartu. Depois de um ano de 2019 no que conseguiu oito vitórias em diferentes provas do UCI Europe Tour, a Israel Cycling Academy anunciou a sua incorporação para o ano de 2020, estreiando bem como profissional.

## Palmarés
2017
- 3.º no Campeonato da Estónia Contrarrelógio

2018
- 3.º no Campeonato da Estónia Contrarrelógio

2019
- Grande Prêmio de Minsk
- Carreira da Solidariedade e dos Campeões Olímpicos, mais 3 etapas
- Grande Prêmio de Kalmar
- Puchar Ministra Obrony Narodowej
- Memóriał Henryka Łasaka

## Equipas
- AGO-Aqua Service (stagiaire) (08.2017-12.2017)
- Israel Start-Up Nation (2020-)